# Mycobacterium africanum
Mycobacterium africanum es una especie de  Mycobacterium más comúnmente encontrado en el Oeste de África. Los síntomas de la infección son muy parecidos a los producidos por el M. tuberculosis.

## Epidemiología
M. africanum encontrado frecuentemente en el Oeste de África, es el causante del 25% de los  casos en países como Gambia. Provoca infección sólo  en humanos y se trasmite por vía aérea.  
Tiene una capacidad de infectar semejante  al M. Tuberculosis, pero es menos probable que progrese a enfermedad activa en un paciente inmunocompetente.
M. africanum se comporta como oportunista afectando principalmente a pacientes inmunodeprimidos como ,paciente con VIH, representando, en países donde es endémico, una enfermedad asociada a estados terminales del VIH.

## Tratamiento
M. africanum tuberculosis es tratada de igual forma que el  M. tuberculosis. Los  porcentajes de curación son semejantes, pero dado que el  M. africanum incide en pacientes con VIH, existe una mayor mortalidad.